# St.-Matthäus-Kirche (Resterhafe)

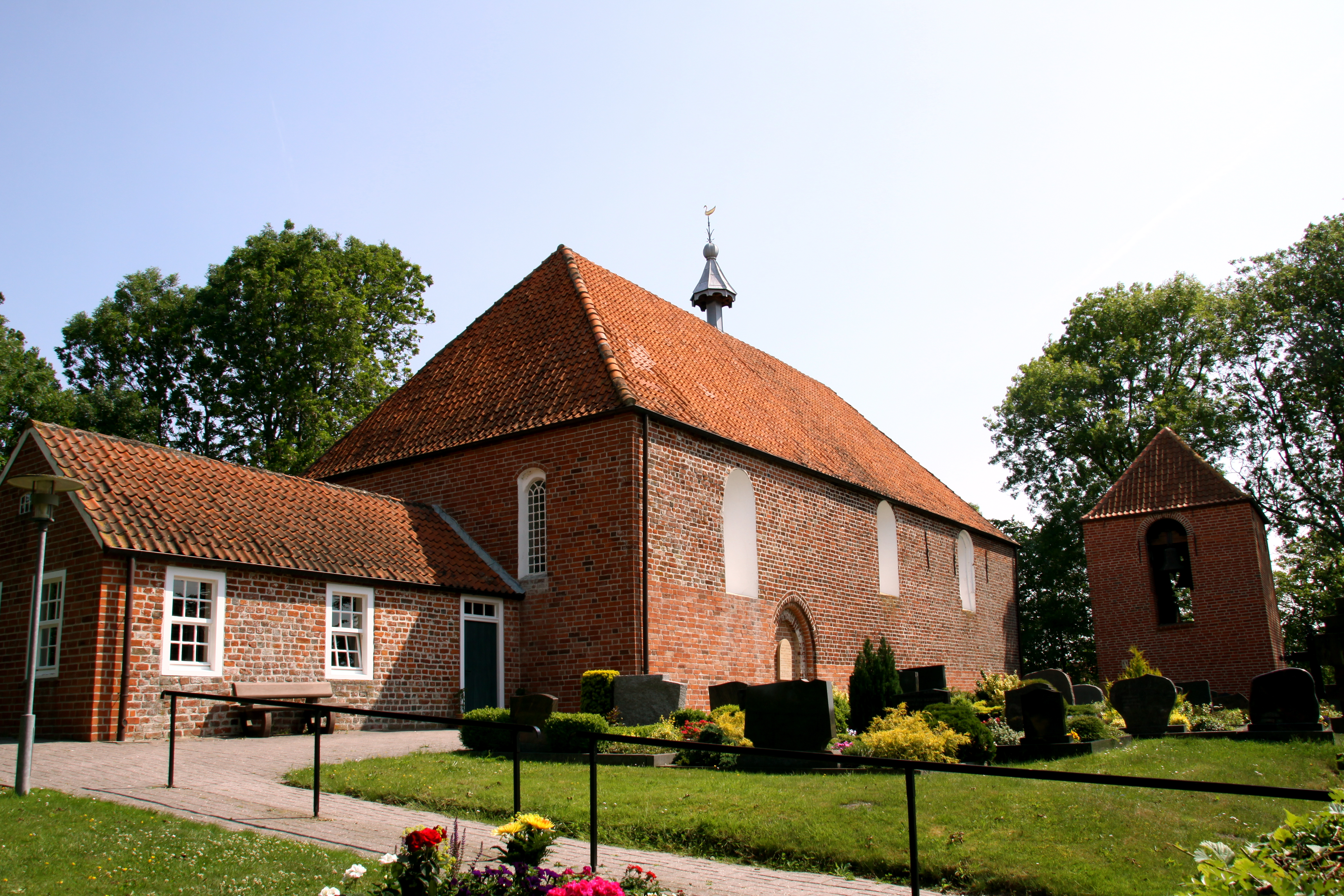
St.-Matthäus-Kirche

Die evangelisch-lutherische St.-Matthäus-Kirche im Dornumer Ortsteil Resterhafe wurde vermutlich gegen Ende des 13. Jahrhunderts als Saalkirche aus Backsteinen im Stil der Frühgotik errichtet. Sie steht auf einer fünf Meter hohen freistehenden Warft. Bis zur Reformation unterstand die Kirche dem Erzbistum Bremen.

## Geschichte
Ob die heutige Kirche einen Vorgängerbau aus Holz hatte, ist unklar. Vermutlich wurde im späten 13. Jahrhundert die freistehende Kirchwarft bis auf eine Höhe von 5 Metern über Normalnull aufgeschüttet. Auf dem höchsten Punkt wurde anschließend das Fundament aus schweren Granitsteinen gelegt, auf dem dann um 1270 der Bau des heutigen Gotteshauses begann. Es wurde im Stil der Frühgotik aus Backsteinen errichtet und dem Evangelisten Matthäus geweiht. Zu Zeiten ihrer Erbauung hatte die Kirche Steingewölbe und größere Dimensionen als heute. Im Laufe der Jahrhunderte verschlechterte sich der Zustand des Gebäudes aber derart, dass die Gewölbe abgebrochen werden mussten.
Im Jahre 1806 waren erneut große Umbaumaßnahmen nötig. Dabei wurde die Kirche im Westen um etwa 6 Meter verkürzt. In der so entstandenen Westwand entstand ein neuer Eingang und die beiden alten Portale im Norden und Süden wurden vermauert. Im Zuge der Arbeiten wurden auch die beiden Giebel im Osten und im Westen abgebrochen und das Gebäude mit einem Walmdach abgedeckt.
Der freistehende Glockenturm des geschlossenen Typs wurde wahrscheinlich etwas später als die Kirche vor der Südostecke des Gebäudes errichtet, wird aber auch auf das 13. Jahrhundert datiert.
Heute ist die Gemeinde mit rund 470 Mitgliedern eine der kleinsten Gemeinden im Kirchenkreis Norden und pfarramtlich mit der Kirchengemeinde Dornum verbunden.

## Baubeschreibung

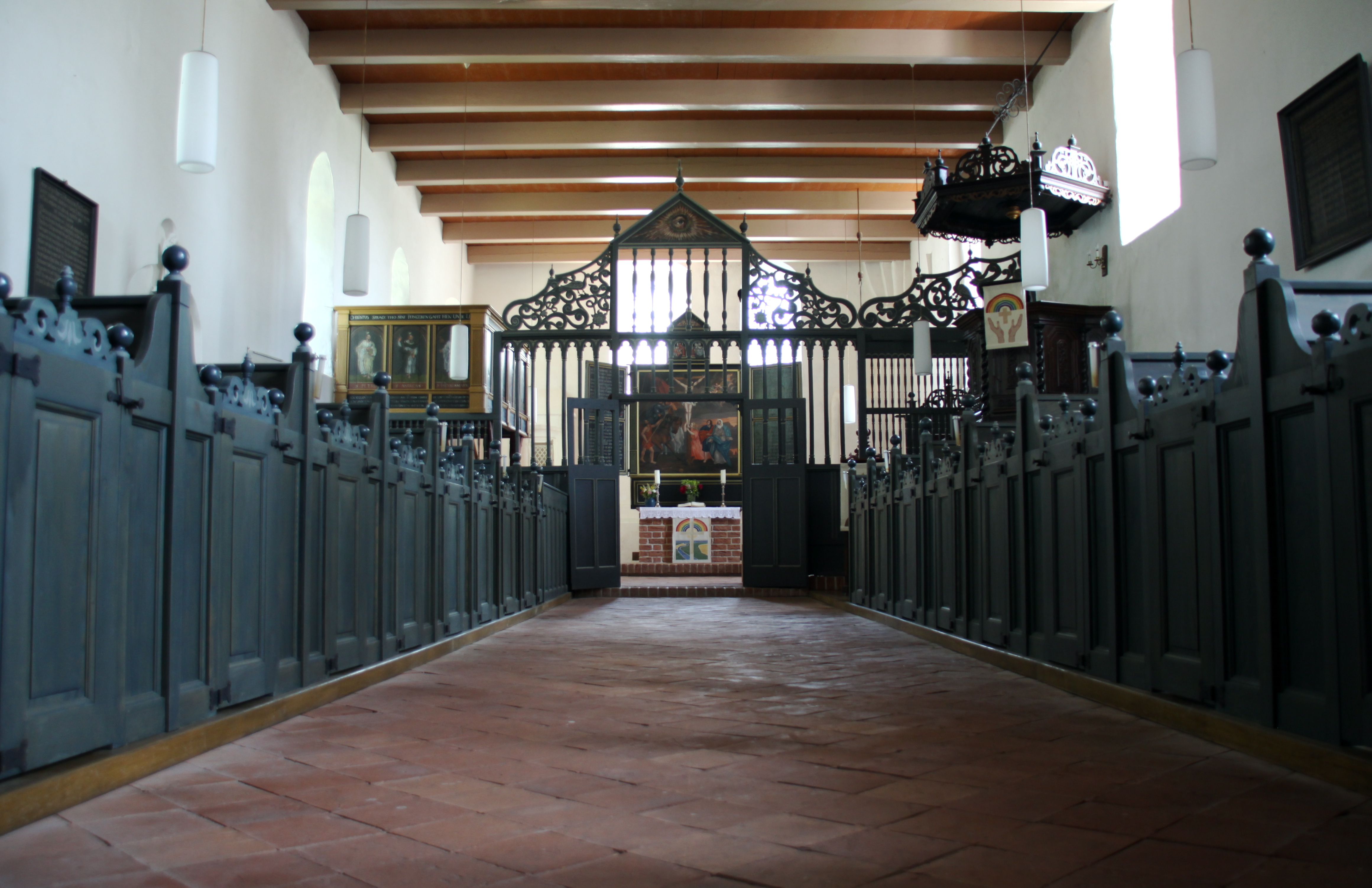
Der Innenraum

St. Matthäus ist eine einschiffige Rechteckkirche aus Backsteinen. Sie weist eine Länge von 23,75 m sowie eine Breite von 10,2 m auf. Die älteren Backsteine im Klosterformat haben eine Länge von 29 cm, eine Breite von 13,5 cm sowie eine Tiefe von 8,5 cm. Ihre Mauern weisen eine Stärke von bis zu 1,6 m  auf, die wesentlich jüngere Westwand kommt auf eine Dicke von 1 m.
Durch die großen Umbaumaßnahmen des Jahres 1806 hat das Bauwerk große Veränderungen erfahren, die ihm ein völlig anderes Aussehen als zu seiner Erbauungszeit geben. Von den ursprünglichen Fenstern mit profilierter Laibung und eingelegtem Rundstab blieben nur die vier in der Nordwand erhalten, alle anderen wurden später ohne Profil erneuert. In der Ostwand finden sich noch Reste zweier einst höherer Fenster mit stark profilierten Laibungen sowie südlich davon eine Blende mit Ziegelmuster im Fischgrätenverband. Die Nordwand wird von vier, die stark reparierte Südwand durch drei Fenstern gegliedert. Die ehemaligen Portale im Norden und Süden waren innen mit einem Stichbogen geschlossen und wiesen eine kleeblattförmige Einfassung auf. Diese ist im Süden gut erhalten, im Norden aber bis auf einen kleinen Rest vermauert.
In ihrem Inneren ist St. Matthäus mit einer Holzbalkendecke nach oben abgeschlossen. Von den ursprünglich vorhandenen Gewölben blieben die Dienste, die früher deren Lasten abführten, in der Südostecke des Bauwerks erhalten. Der Ostteil liegt um drei Stufen höher als der Rest des Innenraums. Chor und Schiff sind durch ein hölzernes Gitter voneinander getrennt. In die südliche Wand des Chorraumes ist eine Nische eingelassen, in der Nordwand befindet sich eine gotische Sakramentsnische mit Eisengitter.

## Ausstattung

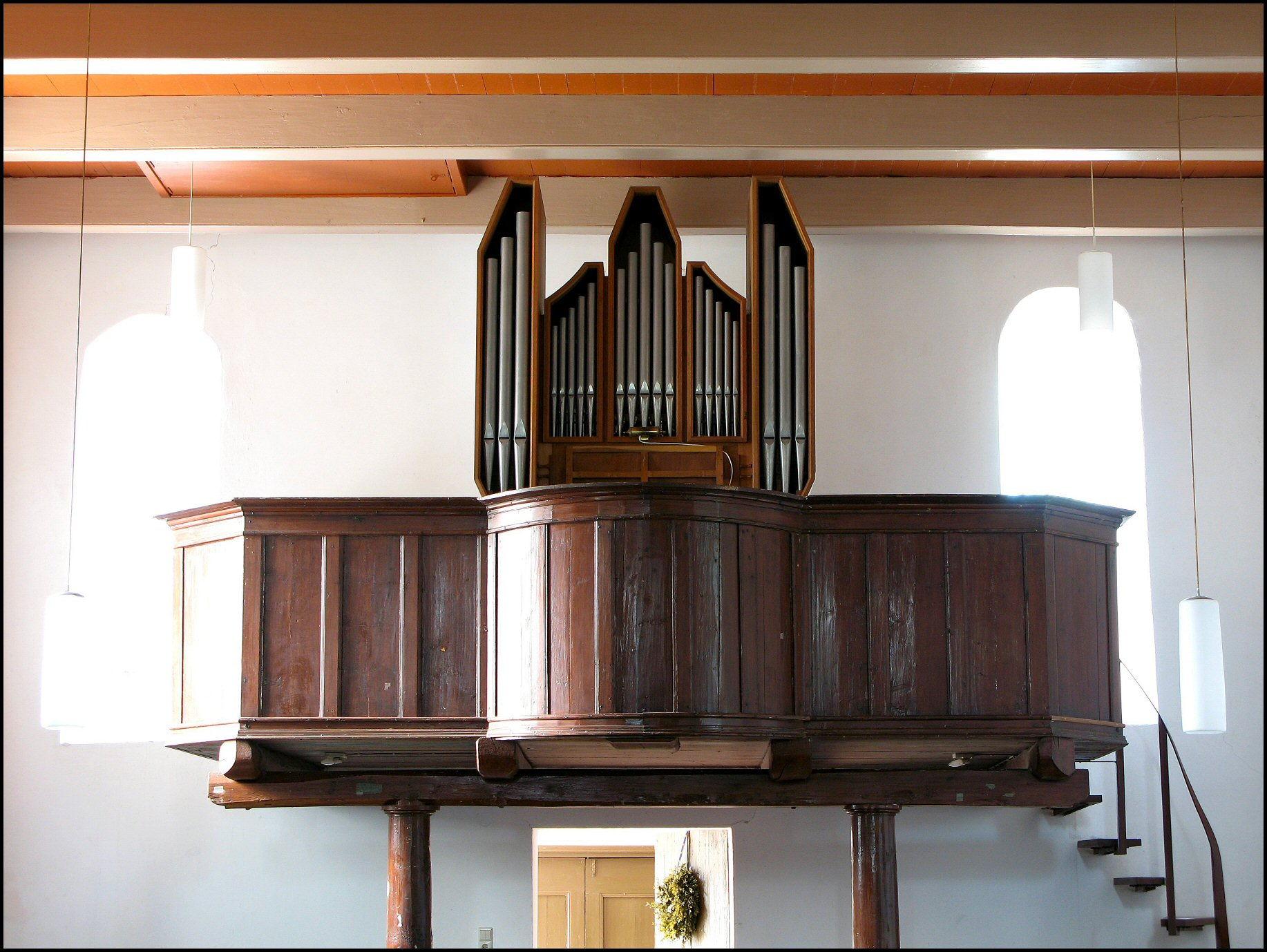
Die Orgel aus dem Jahre 1963

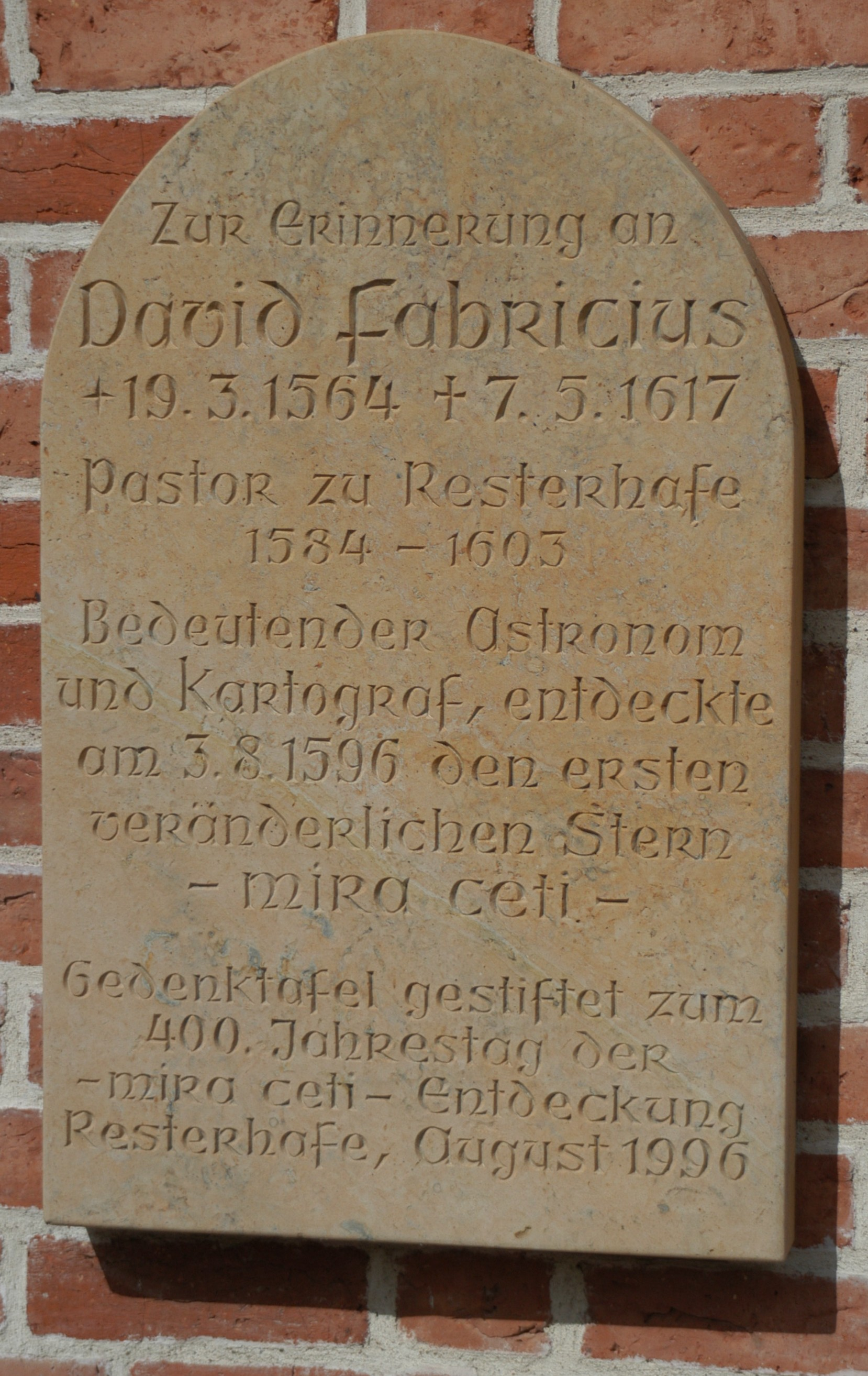
Fabricius-Gedenkstein an der Kirche

Ältester Ausstattungsgegenstand der Kirche ist der achteckige Taufstein mit quadratischem Fuß. Er wird auf das 15. Jahrhundert datiert, während sein hölzerner Deckel mit Volutenkrone aus dem 17. Jahrhundert stammt.
Die lettnerartige Schranke zwischen Chor und Schiff ist ein Werk des frühen 17. Jahrhunderts. Sie besteht aus Gitterstäben mit einem oberen Abschluss aus durchbrochenen Ranken.
Der protestantische Flügelaltar mit seinen Inschriften wurde ebenfalls im 17. Jahrhundert geschaffen. Er ist vom reformatorischen Bildersturm geprägt. In Norddeutschland traten daran anschließend im 16. und 17. Jahrhundert in den reformierten, aber auch lutherischen Kirchen Schriftaltäre an die Stelle der mittelalterlichen Bildwerke. Auf seinen Flügeln führt er rechts das Glaubensbekenntnis und links die Zehn Gebote auf. Die Kreuzigungsdarstellung in seinem zentralen Feld wurde erst 1830 hinzugefügt. Sie wurde von dem in Resterhafe amtierenden Pastor Kittel gemalt und geht auf das Vorbild des Altargemäldes der St.-Bartholomäus-Kirche in Dornum zurück, das seinerseits eine Kopie eines Werks des flämischen Malers Anthonis van Dyck ist. Eine Wappentafel krönt den Altar.
Die Empore im Chorraum ist mit Gemälden von Christus und den Aposteln versehen. Sie wurde im 17. Jahrhundert vermutlich als Patronatsloge für die ehemaligen Herren von Dornum, denen auch das Kirchenpatronat von Resterhafe oblag, errichtet. Die Kanzel wurde nach einer Überlieferung im Jahre 1690 von zwei Eingesessenen der Kirchengemeinde gestiftet.
Die Orgel auf der Westempore wurde im Jahre 1963 von der Orgelwerkstatt Alfred Führer in Wilhelmshaven angefertigt. Sie wurde als Ersatz für ein abgängiges Instrument beschafft, das die Kirchengemeinde im Jahre 1838 gebraucht in Aurich erworben hatte. Die neue Orgel hat fünf Register, ein Manual und angehängtes Pedal.
Zu den Vasa Sacra gehört ein Krankenkelch ohne Jahreszahl. In einer Umschrift werden die Namen der Stifter genannt.
An der Südwand befindet sich außen ein Gedenkstein. Er erinnert an den am 19. März 1564 in Esens geborenen und von 1584 bis 1602 an der Kirche tätigen Pastoren David Fabricius, der ein bedeutender Amateurastronom und Kartograf war. Er entdeckte von Resterhafe aus die Veränderlichkeit des Sternes Mira und war der Vater von Johann Fabricius, der im Jahre 1611 als erster eine wissenschaftliche Abhandlung über die Sonnenflecken veröffentlichte.
Die Geläut besteht aus zwei alten Bronzeglocken. Die größere Glocke im östlichen Schallloch wurde 1473 gegossen. Sie hat einen Durchmesser von 125 cm und wiegt 1800 kg. Sie ist in ihrem Mantel mit einer teilweise nicht mehr lesbaren Beschriftung sowie einem Relief der Himmelskönigin Maria mit Krone versehen. Die kleinere Glocke im westlichen Schallloch hat einen Durchmesser von 100 cm und ein Gewicht von rund 1000 kg. Sie wurde 1757 gegossen.